# Macchi M.C.73
Il Macchi M.C.73 fu un aereo da turismo biposto, monomotore biplano a carrello fisso, sviluppato dall'azienda aeronautica italiana Aeronautica Macchi nei tardi anni venti.
Realizzato per sostituire il meno prestazionale Macchi M.70 da cui derivava, venne prodotto in piccola serie a partire dal 1930.

## Tecnica

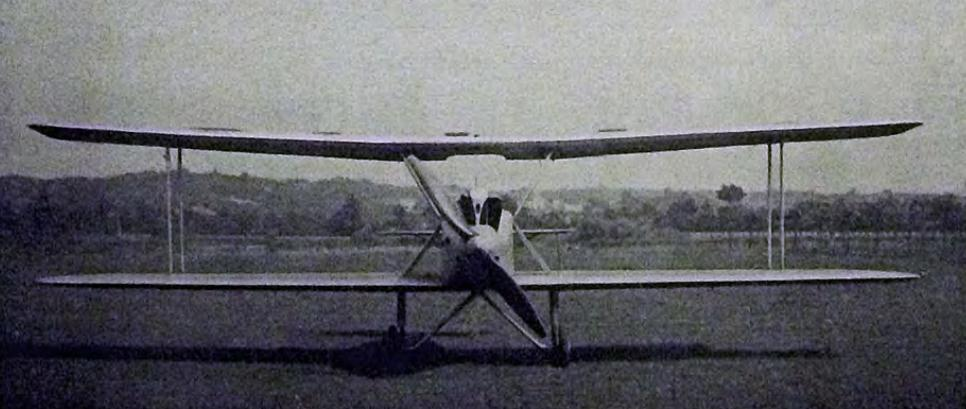
Vista frontale dell'M.C.73.